# Olga Guillot
Olga Guillot (Santiago de Cuba, 9 de outubro de 1922 – Miami Beach, 12 de julho de 2010) foi uma cantora cubana que ficou conhecida como a "rainha do bolero".

## Biografia
Guillot nasceu na cidade de Santiago de Cuba em 9 de outubro de 1922. Ela e sua família mudaram-se para Havana, Cuba quando ela era uma criança pequena. Como uma adolescente, ela e sua irmã, Ana Luisa, atuaram como "Duo Hermanitas Guillot". Não foi senão até 1945 que o seu talento como cantora de bolero foi descoberto, quando Facundo Rivero, um homem influente no cenário da música cubana da época, a ouviu cantar pela primeira vez e a ajudou a fazer sua estréia como cantora profissional em um famoso clube noturno de Havana. Logo depois, Olga Guillot conheceu Miguelito Valdés, que a levou para Nova York, onde Guillot conseguiu gravar seu primeiro álbum com a gravadora Decca.
Guillot viajou para o México em 1948. Lá, ela se estabeleceu como uma cantora e atriz internacional, aparecendo em vários filmes e fazendo o seu segundo álbum. No México, Guillot começou a desfrutar de muita popularidade, pela primeira vez em sua carreira.
Em 1954, ela gravou sua canção "Mienteme" (Mente-me"), que se tornou um sucesso em toda a América Latina e lhe rendeu três prêmios consecutivos e voltou para casa em Cuba como melhor cantora feminina daquele país.
O ano de 1958 provou ser um ano importante para Guillot. Ela excursionou pela Europa, pela primeira vez, atuando na Itália, França, Espanha e Alemanha. Guillot cantou ao lado da lendária Édith Piaf em um show realizado em Cannes.
Olga Guillot manteve uma casa em Cuba, apesar de ter uma casa também no México, pois viajava muito em turnês ao redor do mundo. Guillot foi opositora do regime de Fidel Castro, e em 1961 ela decidiu sair de Cuba para o seu bem e estabelecer-se na Venezuela. Não muito tempo depois, ela deixou Venezuela, fazendo do México seu único país de residência permanente.
Enquanto isso, ela continuava em turnê ao redor do mundo, cantando em lugares como Israel, Japão e Hong Kong. Em 1963, Guillot recebeu o prêmio Palma de Ouro como "melhor cantora de bolero da América Latina". Ela recebeu o prêmio em Hollywood, Califórnia. Guillot cantou em 1964 no famoso Carnegie Hall de Nova York, tornando-se a primeira artista latina a cantar lá.
Guillot continuou em turnê nos próximos 40 anos, gravando mais de cinqüenta álbuns e ganhou inúmeros prêmios por suas realizações no mundo da música. Ela tinha uma grande amizade com Celia Cruz, a quem ela muitas vezes se referia como “sua irmã”. Quando Cruz morreu de câncer, Guillot sentiu muito pela perda de sua amiga e compatriota. Ela era a madrinha do icônico cantor José José.
Seus álbuns e músicas são proibidas em Cuba. Guillot foi uma crítica calma, mas uma forte crítica de Fidel Castro e de suas políticas para cubanos residentes. Guillot vivia principalmente no México e teve uma outra casa em Miami Beach, Flórida.
Em 12 de julho de 2010, ela morreu de um infarto com 87 anos de idade, na cidade de Miami Beach. Ela deixa uma filha, Olga Maria Touzet-Guillot, nascida de sua relação com o pianista e compositor, René Touzet.

## Discografia
Com a Panart Records
- 3105 Sus Primeros Exitos (1946)

Com a Puchito Records
- MLP-509 Olga Guillot (1954)
- MLP-515 Romance y Melodia (1956)
- MLP-525 Olga Guillot (1957)
- MLP-526 Intimidades (1958)
- MLP-530 Creaciones de la Guillot (1958)
- MLP-538 Olga en Mexico (1959)
- MLP-555 Olga de Cuba (1960)
- MLP-559 Comunicando (1961)
- MLP-564 Lo mejor de Olga Guillot (1963)
- MLP-580 La Insuperable Olga (1964)

Com a Musart Records
- DM-672  Olga(1961)
- DM-751  Canciones de Maria Grever (1962)
- DM-855  Temperamental (1963)
- DM-935  Añorando el Caribe (1964)
- DM-959  12 Exitos Romanticos (1964)
- DM-1060 Mas Exitos Romanticos (1965)
- DM-1180 Y siguieron los Exitos (1966)
- DM-12561 Bravo (1967)
- DM-1280 Adoro & Celoso (1967)
- DM-1312 Olga le canta a America (1968)
- DM-1360 Olga Guillot interpreta a Manzanero (1968)
- DM-1423 Olga Guillot Volumen 14 (1969)
- DM-1572 La mujer que te ama (1970)
- DM-1507 Quien da mas? (1971)
- DM-1576 Y ahora....Olga (1972)

Com a CBS Records
- 1479 Se me olvido otra vez (1976)

Com a Orfeon Records
- 11473 Lo nuevo de Olga (1978)

Com a Interdisc Records
- 526066 Para mi publico (1982)

Com a Warner Records
- 87844-2 Faltaba yo (2001)